# William B. Courtney
Pour les articles homonymes, voir Courtney.
William B. Courtney (1894–1966) est un scénariste américain, actif pendant la période du muet. 

## Filmographie partielle
- 1913 : The Man Higher Up de Frederick A. Thomson
- 1914 : The Girl in the Case de Maurice Costello & Robert Gaillard
- 1914 : The Plot de Maurice Costello & Robert Gaillard
- 1915 : The Haunted House of Wild Isle de Robert G. Vignola
- 1915 : By Might of His Right de Sidney Drew
- 1916 : When Two Play a Game de Sidney Drew
- 1916 : Mr. Jack Ducks the Alimony de C. J. Williams
- 1916 : Artie, the Millionaire Kid de Harry Handworth (en)
- 1917 : Vanity and Some Sables de John S. Robertson
- 1917 : Strictly Business de Thomas R. Mills
- 1917 : A Little Speck in Garnered Fruit de Martin Justice
- 1917 : The Venturers de Thomas R. Mills
- 1917 : The Coming Out of Maggie de Martin Justice
- 1917 : The Defeat of the City de Thomas R. Mills
- 1917 : For France de Wesley Ruggles
- 1917 : The Duplicity of Hargraves de Thomas R. Mills
- 1917 : The Flaming Omen de William Wolbert
- 1917 : The Lonesome Road de David Smith
- 1920 : Slaves of Pride de George Terwilliger
- 1920 : The Flaming Clue d'Edwin L. Hollywood
- 1920 : The Silent Avenger de William Duncan
- 1920 : The Garter Girl d'Edward H. Griffith
- 1920 : Hidden Dangers de William Bertram
- 1921 : Fighting Fate de William Duncan
- 1921 : Black Beauty de David Smith
- 1921 : The Heart of Maryland de Tom Terriss
- 1921 : Closed Doors de Gustav von Seyffertitz
- 1921 : Moral Fibre de Webster Campbell
- 1922 : Received Payment de Charles Maigne
- 1922 : Island Wives de Webster Campbell
- 1922 : Divorce Coupons de Webster Campbell
- 1923 : Vincennes d'Edwin L. Hollywood
- 1924 : Peter Stuyvesant de Frank Tuttle
- 1924 : Gateway to the West de Webster Campbell
- 1924 : The Pilgrims d'Edwin L. Hollywood
- 1924 : The Declaration of Independence d'Edwin L. Hollywood